# Bodypainting
Bodypainting er en form for kropskunst eller camouflage, hvor der påføres farve eller maling på menneskers hud.
Formodentlig er bodypainting en af de ældste former for kunst.
Til forskel for tatovering, som er en permanent indgravering af farver i huden, er bodypainting en foreløbig form for dekoration eller sløringsmiddel, som efter en kortere tidsperiode forsvinder eller kan vaske af.
- Wikimedia Commons har flere filer relateret til Bodypainting

| Kunst | Spire Denne artikel om kunst er en spire som bør udbygges. Du er velkommen til at hjælpe Wikipedia ved at udvide den. |